# Stary cmentarz żydowski w Białymstoku
Stary cmentarz żydowski w Białymstoku, zwany rabinackim – cmentarz żydowski znajdujący się w Białymstoku przy ulicy Kalinowskiego, w centrum dawnej dzielnicy żydowskiej, zwanej Chanajkami.
Na powierzchni 2 hektarów zachowały się jedynie 2 nagrobki, które w 2007 roku zostały przeniesione na cmentarz żydowski przy ulicy Wschodniej.

## Historia
Cmentarz został założony około 1760 roku. W 1890 roku odbył się ostatni pochówek i w tym również roku cmentarz został zamknięty do celów pochówkowych. Po 1941 roku cmentarz został poważnie zdewastowany, mimo to zaczęto ponownie na nim grzebać zmarłych, głównie ofiary getta białostockiego. Na tym cmentarzu pochowano też prawdopodobnie żydowskich mężczyzn i chłopców spalonych żywcem przez hitlerowców 27 czerwca 1941 w pobliskiej Wielkiej Synagodze.
Po zakończeniu wojny pozostałości cmentarza stały opuszczone i coraz bardziej niszczały. Wywożono na nie gruz z likwidowanej przy odbudowie Białegostoku dzielnicy Chanajki. Resztki kirkutu znikły w 1973 roku przy okazji organizacji w Białymstoku centralnych dożynek. Po tych wydarzeniach na jego terenie utworzono park. Ludzkich szczątków prawdopodobnie nie ekshumowano.
Do września 2007 zachowały się jedynie dwa nagrobki, z czego tylko jeden miał czytelną inskrypcję. Wówczas zostały one przeniesione na teren cmentarza żydowskiego przy ulicy Wschodniej.
Cmentarz Rabinacki jest jednym z punktów otwartego w czerwcu 2008 r. Szlaku Dziedzictwa Żydowskiego w Białymstoku opracowanego przez grupę doktorantów i studentów UwB - wolontariuszy Fundacji Uniwersytetu w Białymstoku.